# Coptodon rendalli
Coptodon rendalli es una especie de peces de la familia Cichlidae en el orden de los Perciformes.

## Morfología
Los machos pueden llegar alcanzar los 45 cm de longitud total.

## Distribución geográfica
En África, la especie se encuentra en los ríos:  Senegal,  Níger,  Congo y  Zambeze. También habita en el los lagos Tanganika e Ihotry.
También se encuentra en los Pantanos de Villa y Huacachina en Perú.